# Loud Luxury
Loud Luxury ist ein kanadisches Musikduo, bestehend aus den beiden DJs und Produzenten Andrew Fedyk und Joe Depace. Nach seiner Gründung im Jahr 2012, feierten sie 2017 mit der Single Body ihren weltweiten Durchbruch.

## Geschichte
Depace und Fedyk lernten sich im DJ-Club der University of Western Ontario in London, Ontario kennen. Depace belegte ein Studium in Popmusikwissenschaften, Fedyk war Teil des Studiengangs für Politikwissenschaften. Beide waren neben dem Studium als DJs aktiv, bevor sie 2012 erstmals als Duo in Erscheinung traten. Gemeinsam starteten sie mit inoffiziellen Remixen, die sie auf verschiedenen Musik- und Videoplattformen veröffentlichten. 2014 erschien ihre erste Single Maze, die in Zusammenarbeit mit dem kanadischen Produzenten Marc Noir aufgenommen wurde. Im April 2015 veröffentlichten sie das Lied All For You, dessen Gesang von der US-amerikanischen Sängerin Kaleena Zanders beigesteuert wurde. Im Dezember 2016 veröffentlichten sie die Lieder See It Again und Going Under. Letzteres entstand in Zusammenarbeit mit dem US-amerikanischen DJ und Produzenten Borgeous.
2017 veröffentlichten sie einen Remix zu dem Lied Scared to Be Lonely von Martin Garrix und Dua Lipa, mit dem sie erstmals auf sich aufmerksam machen konnten. Ihre Interpretation des Liedes war Teil der Remix-EP und konnte sowohl auf Spotify, als auch auf YouTube mehrere Millionen Zuhörer für sich gewinnen. Nachdem im Frühjahr 2017 über Tiëstos Plattenlabel „Aftr:Hrs“ eine Neuauflage des Liedes Fill Me In von Craig David aus dem Jahr 2000 erschienen war, wurde der in Zusammenarbeit mit der Sängerin Nikki’s Wives entstandene Track Show Me von „Sony Music“ signiert.
Im Oktober 2017 veröffentlichte das Duo über Armin van Buurens Plattenlabel „Armada Music“ die Single Body, die sich zu einem weltweiten Erfolg entwickelte. Der Gesang wurde vom US-amerikanischen Sänger Brando beigesteuert. Das Lied konnte in neun Ländern, darunter in Deutschland, Großbritannien und Kanada die Top-10 der Single-Charts sowie über 700 Millionen Streams erreichen. Bei den Juno Awards 2019 brachte ihnen das Lied den Sieg in der Kategorie Best Dance Recording of the Year ein. Bei der Eröffnungszeremonie spielten sie das Lied gemeinsam mit der Western University Marching Band. Anfang 2019 veröffentlichten sie einen Remix des Songs, der in Zusammenarbeit mit den US-amerikanischen Rappern Pitbull und Nicky Jam entstand.
Am 30. März 2018 erschien das Lied Sex Like Me, dessen Gesang die britische Sängerin Dyson beisteuerte. Die Single wurde über „Aftr:Hrs“ veröffentlicht. Im August 2018 folgte der Song Love No More, der gemeinsam mit dem kanadischen R&B-Sänger Anders entstand. Im Sommer 2019 veröffentlichte das Duo die Single I’m Not Alright zusammen mit dem US-amerikanischen Rapper Bryce Vine.
Im März 2020 veröffentlichten sie über „Armada Music“ die EP Nights Like This.

## Diskografie

### EPs
| Jahr | Titel            | Höchstplatzierung, Gesamtwochen, AuszeichnungChartplatzierungen (Jahr, Titel, Platzierungen, Wochen, Auszeichnungen, Anmerkungen) | Höchstplatzierung, Gesamtwochen, AuszeichnungChartplatzierungen (Jahr, Titel, Platzierungen, Wochen, Auszeichnungen, Anmerkungen) | Höchstplatzierung, Gesamtwochen, AuszeichnungChartplatzierungen (Jahr, Titel, Platzierungen, Wochen, Auszeichnungen, Anmerkungen) | Höchstplatzierung, Gesamtwochen, AuszeichnungChartplatzierungen (Jahr, Titel, Platzierungen, Wochen, Auszeichnungen, Anmerkungen) | Höchstplatzierung, Gesamtwochen, AuszeichnungChartplatzierungen (Jahr, Titel, Platzierungen, Wochen, Auszeichnungen, Anmerkungen) | Höchstplatzierung, Gesamtwochen, AuszeichnungChartplatzierungen (Jahr, Titel, Platzierungen, Wochen, Auszeichnungen, Anmerkungen) | Anmerkungen                                            |
| Jahr | Titel            | DE | AT | CH | UK | US | CA | Anmerkungen                                            |
| ---- | ---------------- | --- | --- | --- | --- | --- | --- | ------------------------------------------------------ |
| 2020 | Nights Like This | — | — | — | — | — | CA55 Gold · (22 Wo.)CA | Erstveröffentlichung: 27. März 2020 Verkäufe: + 40.000 |

### Singles
| Jahr | Titel Album                 | Höchstplatzierung, Gesamtwochen, AuszeichnungChartplatzierungen (Jahr, Titel, Album, Platzierungen, Wochen, Auszeichnungen, Anmerkungen) | Höchstplatzierung, Gesamtwochen, AuszeichnungChartplatzierungen (Jahr, Titel, Album, Platzierungen, Wochen, Auszeichnungen, Anmerkungen) | Höchstplatzierung, Gesamtwochen, AuszeichnungChartplatzierungen (Jahr, Titel, Album, Platzierungen, Wochen, Auszeichnungen, Anmerkungen) | Höchstplatzierung, Gesamtwochen, AuszeichnungChartplatzierungen (Jahr, Titel, Album, Platzierungen, Wochen, Auszeichnungen, Anmerkungen) | Höchstplatzierung, Gesamtwochen, AuszeichnungChartplatzierungen (Jahr, Titel, Album, Platzierungen, Wochen, Auszeichnungen, Anmerkungen) | Höchstplatzierung, Gesamtwochen, AuszeichnungChartplatzierungen (Jahr, Titel, Album, Platzierungen, Wochen, Auszeichnungen, Anmerkungen) | Anmerkungen                                                                    |
| Jahr | Titel Album                 | DE | AT | CH | UK | US | CA | Anmerkungen                                                                    |
| ---- | --------------------------- | --- | --- | --- | --- | --- | --- | ------------------------------------------------------------------------------ |
| 2017 | Body –                      | DE7 ×2Doppelplatin · (57 Wo.)DE | AT7 ×2Doppelplatin · (53 Wo.)AT | CH15 ×3Dreifachplatin · (61 Wo.)CH | UK4 ×3Dreifachplatin · (51 Wo.)UK | US80 Platin · (8 Wo.)US | CA3 Diamant · (54 Wo.)CA | Erstveröffentlichung: 27. Oktober 2017 Verkäufe: + 5.870.000; feat. Brando     |
| 2018 | Love No More –              | — | — | — | UK98 (1 Wo.)UK | — | CA44 ×3Dreifachplatin · (20 Wo.)CA | Erstveröffentlichung: 31. August 2018 Verkäufe: + 290.000; mit Anders          |
| 2019 | I’m Not Alright –           | — | — | — | — | US— GoldUS | CA13 ×5Fünffachplatin · (22 Wo.)CA | Erstveröffentlichung: 12. Juli 2019 Verkäufe: + 935.000; mit Bryce Vine        |
| 2020 | Cold Feet Nights Like This  | — | — | — | — | — | CA41 ×2Doppelplatin · (20 Wo.)CA | Erstveröffentlichung: 14. Februar 2020 Verkäufe: + 160.000                     |
| 2020 | Aftertaste Nights Like This | — | — | — | — | — | CA40 ×2Doppelplatin · (20 Wo.)CA | Erstveröffentlichung: 12. Mai 2020 Verkäufe: + 160.000; feat. Morgan St. Jean  |
| 2020 | Like Gold –                 | — | — | — | — | — | CA41 ×2Doppelplatin · (20 Wo.)CA | Erstveröffentlichung: 30. Oktober 2020 Verkäufe: + 160.000; feat. Stephen Puth |
| 2021 | Amnesia –                   | — | — | — | — | — | CA97 Gold · (1 Wo.)CA | Erstveröffentlichung: 4. März 2021 mit Ship Wrek feat. Gashi                   |
| 2021 | Turning Me Up Baree?        | — | — | — | — | — | CA47 (20 Wo.)CA | Erstveröffentlichung: 9. April 2021 mit Issam Alnajjar & Ali Gatie             |
| 2021 | Red Handed –                | — | — | — | — | — | CA80 Gold · (11 Wo.)CA | Erstveröffentlichung: 14. Mai 2021 mit Thutmose                                |
| 2022 | These Nights –              | — | — | — | — | — | CA40 Gold · (23 Wo.)CA | Erstveröffentlichung: 8. Juli 2022 feat. Kiddo                                 |
| 2023 | Next To You –               | — | — | — | — | — | CA34 Gold · (22 Wo.)CA | Erstveröffentlichung: 24. Februar 2023 mit Dvbbs & Kane Brown                  |
| 2023 | If Only I –                 | — | — | — | — | — | CA53 Platin · (… Wo.)CA | Erstveröffentlichung: 23. Juni 2023 mit Two Friends feat. Bebe Rexha           |

Weitere Singles
- 2015: All for You (feat. Kaleena Zanders)
- 2016: Going Under (mit Borgeous)
- 2017: Fill Me In (mit Ryan Shepherd, CA: Gold)
- 2017: Show Me (feat. Nikki’s Wives)
- 2018: Sex Like Me (feat. Dyson)
- 2020: Nights Like This (mit CID, CA: Gold)
- 2020: Gummy (feat. Brando)

## Auszeichnungen für Musikverkäufe
| Goldene Schallplatte - Australien - 2019: für die Single Love No More - 2020: für die Single I’m Not Alright - Belgien - 2019: für die Single Body - Frankreich - 2019: für die Single Body - Neuseeland - 2019: für die Single Love No More Platin-Schallplatte - Italien - 2019: für die Single Body - Niederlande - 2021: für die Single Body - Norwegen - 2019: für die Single Body - Schweden - 2021: für die Single Body - Spanien - 2024: für die Single Body | 3× Platin-Schallplatte - Dänemark - 2024: für die Single Body 6× Platin-Schallplatte - Neuseeland - 2024: für die Single Body 7× Platin-Schallplatte - Australien - 2021: für die Single Body |

Anmerkung: Auszeichnungen in Ländern aus den Charttabellen bzw. Chartboxen sind in ebendiesen zu finden.
| Land/RegionAuszeichnungen für Musikverkäufe (Land/Region, Auszeichnungen, Verkäufe, Quellen) | Gold       | Platin       | Diamant  | Verkäufe  | Quellen             |
| -------------------------------------------------------------------------------------------- | ---------- | ------------ | -------- | --------- | ------------------- |
| Australien (ARIA)                                                                            | 2× Gold2   | 7× Platin7   | —        | 560.000   | aria.com.au         |
| Belgien (BRMA)                                                                               | Gold1      | —            | —        | 20.000    | ultratop.be         |
| Dänemark (IFPI)                                                                              | —          | 3× Platin3   | —        | 270.000   | ifpi.dk             |
| Deutschland (BVMI)                                                                           | —          | 2× Platin2   | —        | 800.000   | musikindustrie.de   |
| Frankreich (SNEP)                                                                            | Gold1      | —            | —        | 100.000   | snepmusique.com     |
| Italien (FIMI)                                                                               | —          | Platin1      | —        | 50.000    | fimi.it             |
| Kanada (MC)                                                                                  | 6× Gold6   | 16× Platin16 | Diamant1 | 2.320.000 | musiccanada.com     |
| Neuseeland (RMNZ)                                                                            | Gold1      | 6× Platin6   | —        | 195.000   | radioscope.co.nz    |
| Niederlande (NVPI)                                                                           | —          | Platin1      | —        | 80.000    | Einzelnachweise     |
| Norwegen (IFPI)                                                                              | —          | Platin1      | —        | 60.000    | ifpi.no             |
| Österreich (IFPI)                                                                            | —          | 2× Platin2   | —        | 60.000    | Einzelnachweise     |
| Schweden (IFPI)                                                                              | —          | Platin1      | —        | 80.000    | Einzelnachweise     |
| Schweiz (IFPI)                                                                               | —          | 3× Platin3   | —        | 60.000    | Einzelnachweise     |
| Spanien (Promusicae)                                                                         | —          | Platin1      | —        | 60.000    | elportaldemusica.es |
| Vereinigte Staaten (RIAA)                                                                    | Gold1      | Platin1      | —        | 1.500.000 | riaa.com            |
| Vereinigtes Königreich (BPI)                                                                 | —          | 3× Platin3   | —        | 1.800.000 | bpi.co.uk           |
| Insgesamt                                                                                    | 12× Gold12 | 48× Platin48 | Diamant1 |           |                     |